# 闞繼禹
闞繼禹（1533年—？年），字叔敬，四川敘州府南溪縣人，民籍，明朝政治人物。

## 生平
由國子生中式嘉靖三十七年（1558年）戊午科四川鄉試第六十四名舉人，年三十歲中式嘉靖四十一年（1562年）壬戌科會試第二百六十名，第二甲第二十二名進士。任部郎。隆庆元年（1567年）謫官鬱林州州同，署任知州。官至鳳翔府知府。

## 家族
行一，曾祖闞爵，縣主簿；祖闞守萬；父闞濟，號可山；母楊氏。具慶下。兄時泰，弟師禹。